# Шанхай Юнайтед
«Шанхай Юнайтед» или Шанхай Ляньчэн (кит. упр. 上海联城足球俱乐部) — бывший профессиональный футбольный клуб, представлявший город Шанхай, КНР. Выступал в Суперлиге Китая по футболу. С 2005 года спонсором команды был Чжу Цзюнь, владелец второй по величине игровой компании в Китае The9. 8 февраля 2007 года был объединен с «Шанхай Шэньхуа».

## История
Клуб был основан в 2001 году под названием «Далянь Сайдэлун».
В 2003-04 годах команда переехала в Чжухай и выступала под названием «Чжухай Аньпин». Переезд оказался удачным — клуб занял второе место в первой лиге и получил возможность выступать в Суперлиге. Генеральным спонсором стала компания Shanghai Zhongbang Real Estate Co., которая перевезла команду из Гуандуна в Шанхай.
В 2005 году вновь сменился генеральный спонсор, им стала компания Шанхай Ляньчэн, а клуб был переименован в «Шанхай Ляньчэн Зобон» (上海联城中邦足球俱乐部). Однако уже в апреле 2005 года клуб вновь получил новое название — «Шанхай Юнайтед».
В 2007 году Чжу Цзюнь купил контрольный пакет акций клуба-соперника «Шанхай Шэньхуа», а также инициировал объединение команд. По решению акционера клуб «Шанхай Юнайтед» перестал существовать, а его игроки были переведены в «Шанхай Шэньхуа». Из-за объединения в Суперлиге осталось 15 команд.

### Изменение названия
- 2001-02: Далянь Сайдэлун (大连赛德隆)
- 2003-04: Чжухай Аньпин (珠海安平)
- 2004: Чжухай Зобон (珠海中邦)
- 2004-05: переехал в Шанхай и переименован в
Шанхай Зобон (上海中邦)
- 2005: Шанхай Ляньчэн Зобон (上海联城中邦) (также Шанхай Юнайтед)
- 2006-07: Шанхай Ляньчэн (上海联城)

## Достижения
- Серебряный призёр первой лиги Китая : 2004